# Coryphaenoides carapinus
Coryphaenoides carapinus is een straalvinnige vissensoort uit de familie van rattenstaarten (Macrouridae). De wetenschappelijke naam van de soort is voor het eerst geldig gepubliceerd in 1883 door Goode & Bean.